# Borja Viguera
Borja Viguera Manzanares (Logroño, 26 de março de 1987) é um futebolista espanhol que atua como atacante. Atualmente, joga pelo Sporting Gijón.

## Carreira
Viguera começou a carreira no Real Sociedad.